# Steatoda micans
Steatoda micans là một loài nhện trong họ Theridiidae.
Loài này thuộc chi Steatoda. Steatoda micans được Henry Roughton Hogg miêu tả năm 1922.